# Факультет екології та хімічної технології ДонНТУ
Факультет екології та хімічної технології є одним з найстаріших у складі Донецького національного технічного університету. Відкритий в 1921 році донецький гірничий технікум в 1926 році був перетворений в Донецький інститут, у складі якого почало діяти гірничо-хімічне відділення. На базі цього відділення в 1930 році виник самостійний вуглехімічний інститут з кафедрами коксування і уловлювання хімічних продуктів коксування. Завдяки близькості коксохімічних заводів, ДВХІ почав швидко розвиватися, і, якщо до моменту його утворення в ньому навчалося 174 студента, то в 1934 році в ньому було вже близько 820 осіб.
В 30-ті роки була єдина кафедра, яка мала назву «Кафедра технології пірогенних вуглехімічних процесів», готували тут інженерів двох спеціальностей: хіміків-технологів і механіків. Велику роль в її організації зіграли проф. Агроскін А. А., проф. Коробчанський І. Є., інженер Борц А. Г. та ін. У 1934—1935 роках відбулося об'єднання інститутів гірського, металургійного і вуглехімічного в індустріальний, який в 1960 році був перетворений у Донецький політехнічний інститут, а вуглехімічний інститут став хіміко-технологічним факультетом.
Завдання поліпшення підготовки кадрів потребувало розширення матеріально-технічної бази факультету. За ініціативою Кузнєцова М. Д., а також доц. Коробчанського В. І., та доц. Сагаловського А. Є. було здійснено будівництво та обладнання спеціального хімічного комплексу, яке було закінчено в 1975 році. Це дозволило перейти в нього всім кафедрам факультету. На той час хіміко-технологічний факультет вже складався з п'яти кафедр.
Зараз до складу факультету входять п'ять кафедр:
- Кафедра хімічної технології палива;
- Кафедра прикладної екології та охорони навколишнього середовища;
- Кафедра природоохоронної діяльності;
- Кафедра загальної хімії;
- Кафедра фізичної та органічної хімії.

## Видавнича діяльність
З 2000 року кафедра загальної хімії випускає наукову збірку (журнал) «Наукові праці Донецького національного технічного університету. Серія: Хімія і хімічна технологія». З 2004 року збірка входить до переліку ВАК України. Її розміщено на сайті Національної бібліотеки ім. В. І. Вернадського (http://www.nbuv.gov.ua/portal/natural/Npdntu/index.html [Архівовано 24 квітня 2010 у Wayback Machine.]). Періодичність видання: 2 рази на рік.

## Видатні особистості
- Коробчанський Іван Євстафійович
- Саранчук Віктор Іванович